# نقطة الارتطام المحسوبة باستمرار (نقطة الارتطام الحسابية)
نقطة الارتطام المحسوبة باستمرار (CCIP) هي حساب يتم توفيره بواسطة نظام التصويب الخاص بالسلاح. إنها نقطة ارتطام متوقعة يتم العثور عليها من حركة منصة الإطلاق، وحركة الهدف، والجاذبية، وسرعة إطلاق المقذوف، ومقاومةالمقذوف، وعوامل أخرى يمكن إدخالها. وعادةً ما يتم عرضه عادةً على شاشة العرض الأمامية (HUD).
سوف تتحرك علامة التصويب HUD اعتمادًا على المكان الذي يتنبأ فيه الكمبيوتر بسقوط الصاروخ أو الرصاصة أو القنبلة المحددة. عادةً ما يكون قفل الرادار ضروريًا، ولكن عند قصف هدف أرضي أو قصفه (وضع A/G؛ وضع A/A سيضع الشعيرات في وسط شاشة HUD)، ستتحرك الشعيرات المتقاطعة على طول الأرض.
يُستخدم هذا النظام عادةً في الطائرات أو المركبات الكبيرة الأخرى أو الأسلحة الثابتة الكبيرة، ولكن من الممكن من حيث المبدأ تصغير هذا النظام ليناسب سلاحًا ناريًا محمولاً أو مركبة جوية قتالية بدون طيار (UCAV).
تعكس نقطة الإطلاق المحسوبة باستمرار (CCRP) مبدأ CCIP. حيث يتم الإشارة إلى نقطة الارتطام المطلوبة. يضع HUD خطًا رأسيًا على طول المسار إلى نقطة الارتطام، ويوجه الطيار الطائرة إلى ذلك الخط ويطير مسارًا ثابتًا، سواء أكان قصفًا أفقيًا أو قصفًا انحداريًا أو قصفًا مرتفعًا (إطلاق القنابل على مسار مرتفع صاعد). يقوم الطيار أو ضابط نظام التسليح بإذن بإطلاق السلاح، ولكن من أجل أقصى قدر من الدقة، يتم تحديد التوقيت الدقيق وتنفيذه بواسطة الكمبيوتر.